# Màu tóc

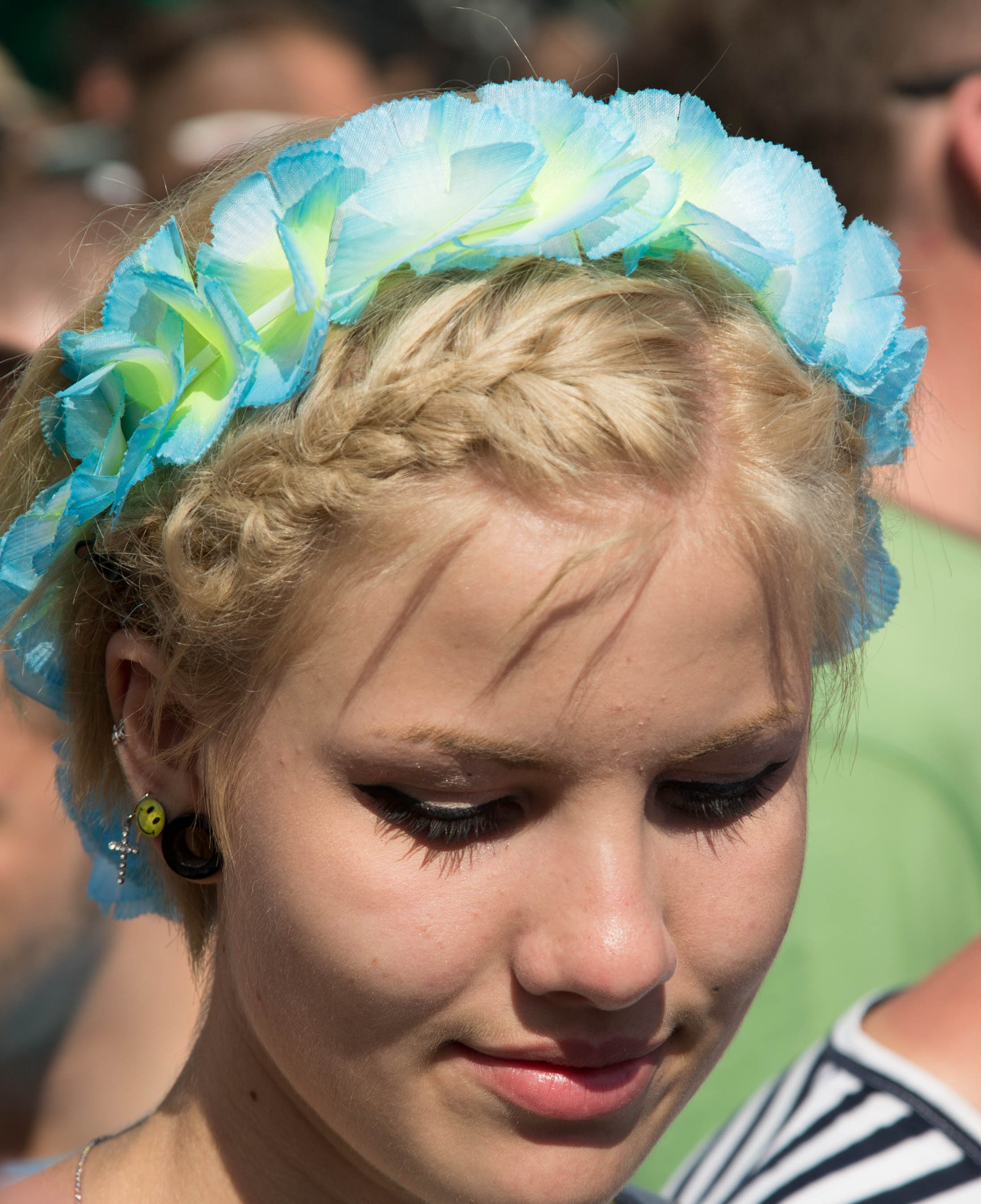
Một cô gái tóc vàng

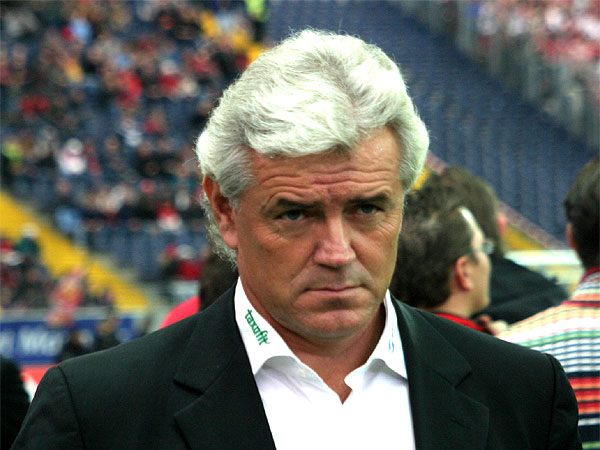
Trắng
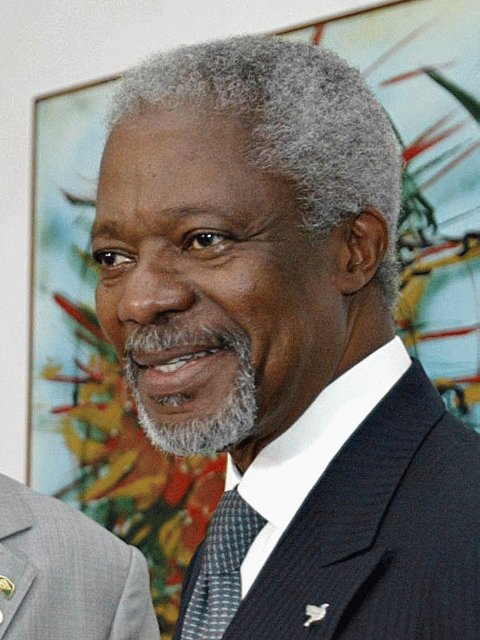
Xám
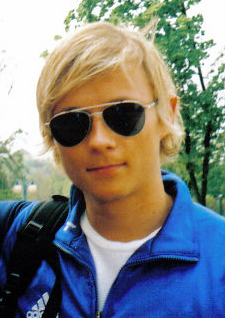
Vàng
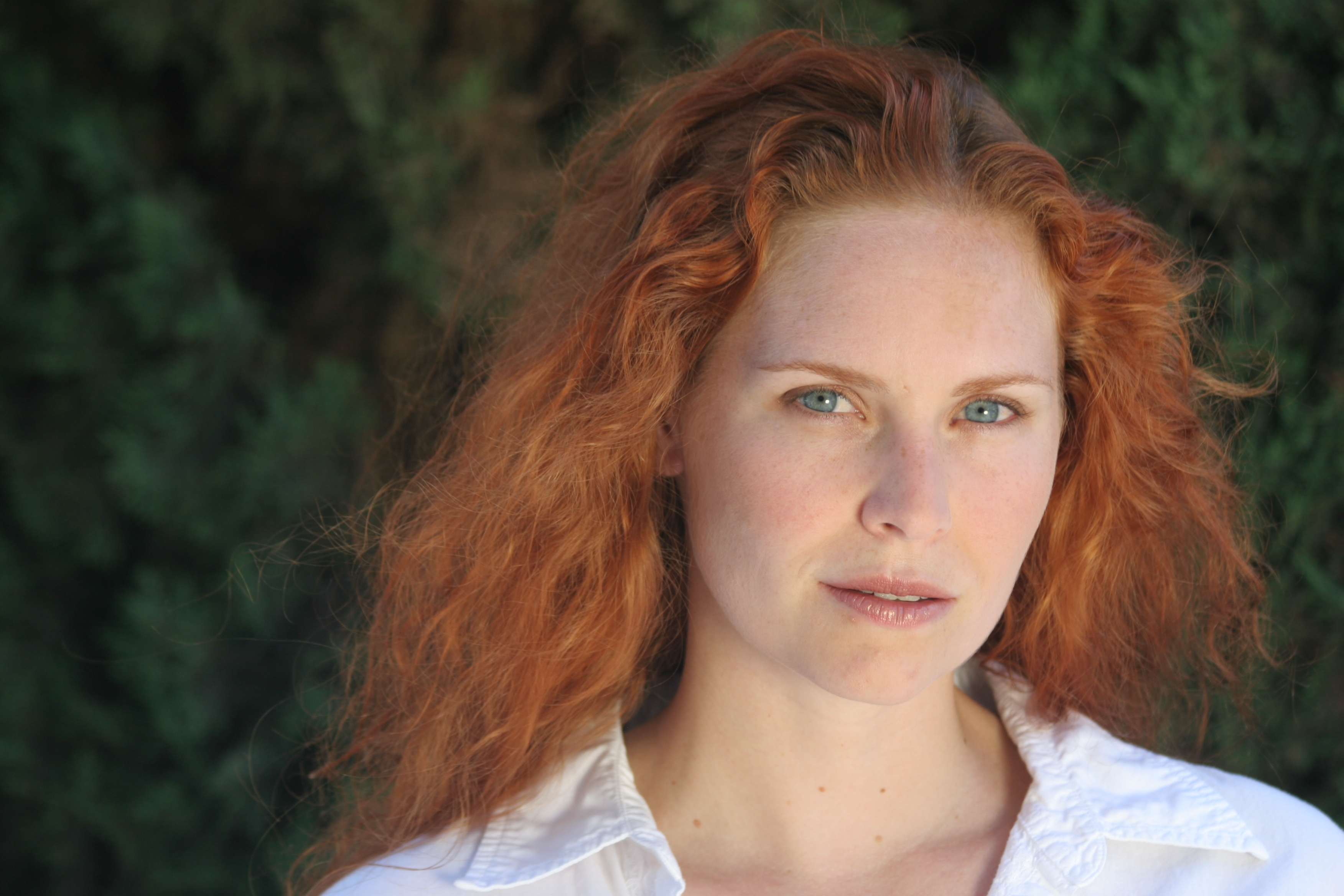
Đỏ
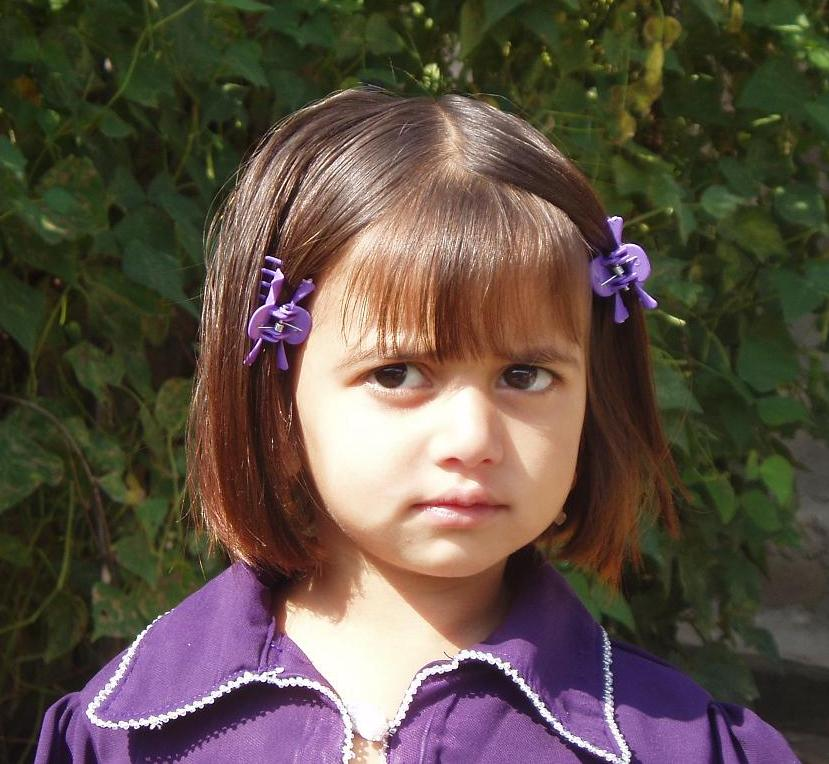
Nâu
Đen

Màu tóc của một người phụ thuộc vào số lượng của những hắc tố eumelanin và pheomelani, được chứa trong lớp sợi của tóc. Nếu các hắc tố bị mất hoàn toàn, tóc bị nhạt. Đây là trường hợp ở những người bị bạch tạng.

## Phân bố màu tóc trong quần thể loài người

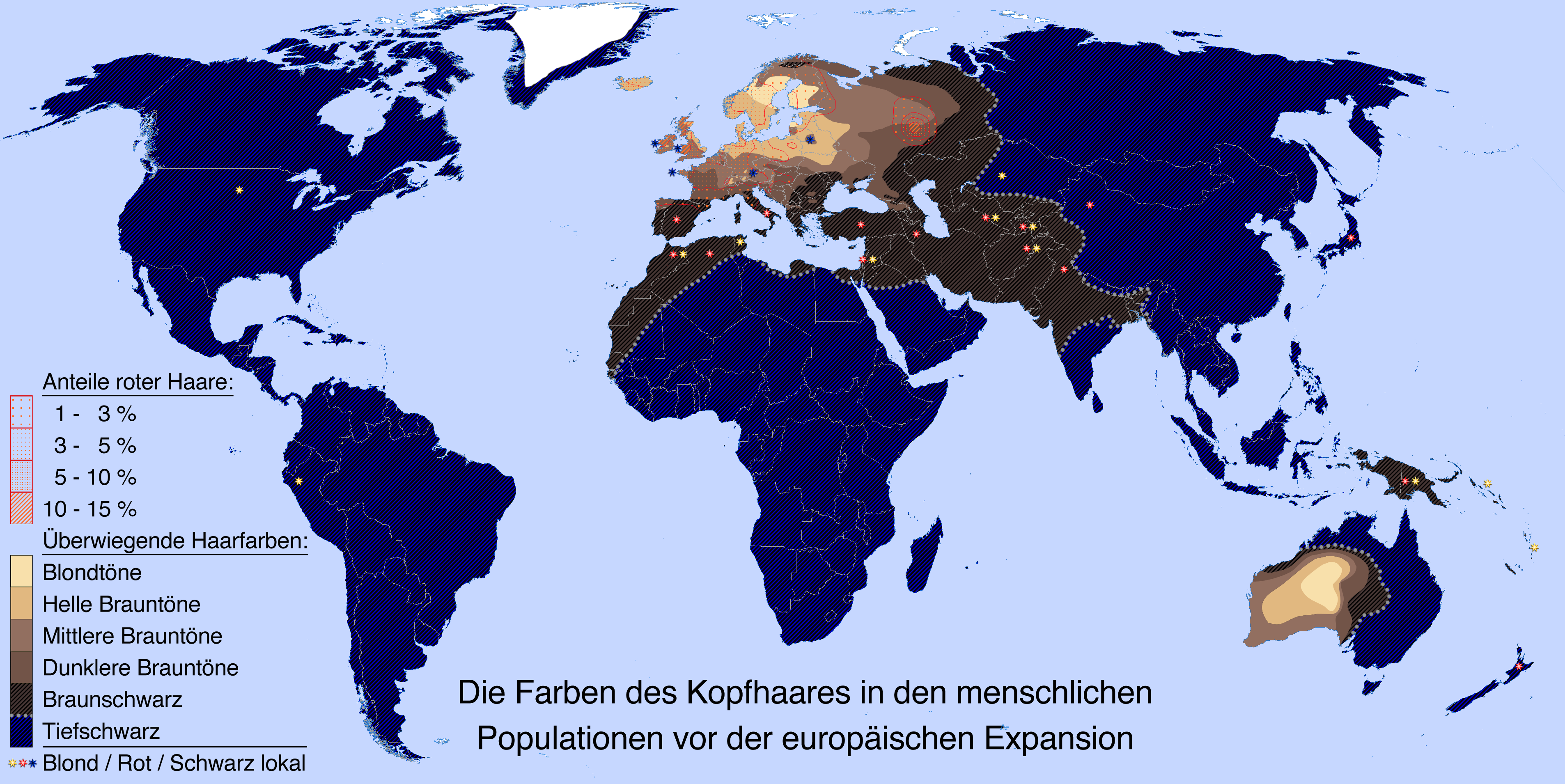
(Phân bố màu tóc)